# Петојевићи
Петојевићи је насељено мјесто у општини Фоча, Федерација Босне и Херцеговине, Босна и Херцеговина.

## Становништво
|             | 2013.       | 1991.        | 1981.        | 1971.       |
| Укупно      | 23 (100,0%) | 81 (100,0%)  | 107 (100,0%) | 66 (100,0%) |
| Бошњаци     | 23 (100,0%) | 40 (49,38%)1 | 49 (45,79%)1 | –           |
| Срби        | –           | 40 (49,38%)  | 57 (53,27%)  | 66 (100,0%) |
| Југословени | –           | 1 (1,235%)   | –            | –           |
| Албанци     | –           | –            | 1 (0,935%)   | –           |

1. 1 На пописима од 1971. до 1991. Бошњаци су пописивани углавном као Муслимани.